# Subsistenční strategie
Subsistenční strategie je chování lidí, které je vede k přežití v daném prostředí. Tato strategie souvisí zejména se získáváním potravy (lov či sběr) ale také s přizpůsobením se klimatu – s tím souvisí i výstavba obydlí, opatření ošacení nebo získání ohně.
„Za příklad subsituční strategie si můžeme dát magdalénské lovce. Když budeme zkoumat například kosti pravěkých sobů, které způsobil magdalénský lovec, budeme moci sledovat jejich poškození a tím pádem budeme moci posoudit jak zemřeli, tzn. jaké zbraně, popřípadě jaké lovecké techniky používali tito lovci, aby se najedli, aby přežili 

Podle nálezů kostry mamuta lze říci, že gravettší lovci používali k jeho lovu přes metr dlouhé hroty z mamutoviny, zjištění předcházel nález těchto loveckých zbraní.
Co se přizpůsobení klimatu týče, aby pravěcí lidé přežili potřebovali kvalitní oblečení a obydlí, vzhledem k dobám ledovým. Z těchto dob jsou dochována nejstarší zachované ohniště (před cca 400 000) – další subsistenční strategie člověka. Musel si rozdělat oheň, aby přežil. Ohledně oblečení lidé používali dostupný materiál – a to zvířecí kůže, v technice oblékání se postupně zlepšovali – v magdaléniu už měli lidé dokonale ušité obleky – další důkaz potřeby přežít – člověk si zdokonalil svůj oděv, aby mu byl pohodlnější a také kvalitnější, aby vydržel větší teplotní rozdíly.

## Typy

### Hledání potravy
Hledání potravy je považováno za nejstarší subsistenční strategií na světě, lidská společnost ji využívala již před 10 000 lety. Tuto činnost zastupovali tzv. lovci a sběrači, kteří pro komunitu sbírali různé divoké rostliny, rybařili a lovili drobná zvířata. Díky nim tedy mohli ostatní členové tlupy přežívat v nepříznivých podmínkách.

### Kultivace
Později se vyvinula tzv. kultivace půdy - lidé obstarávali malé záhonky, kde pěstovali plodiny pomocí jednoduchých nástrojů. Obvyklou technikou pro vytvoření této úrodné půdy byla tzv. maloplošná kultivace - vypálení části stromů a rostlin poblíž obydlí, kde poté vzniká půda bohatá na složky, které podporují rychlejší a kvalitní růst plodin. Tato technika byla zcela běžná, ještě dnes ji praktikují některé kmeny v Jižní Americe.

### Pastoralismus
Pastoralismus je způsob chovu domestikovaných zvířat. Je typický v sušších geografických oblastech a v místech s kolísavými srážkami. Na takových místech je lepší chovat domestikovaná býložravá zvířata, než obdělávat záhonky. Tyto zvířata produkuji zejména máslo a poté se stávají sami potravou pro maso. Pastorální komunity jsou často kočovné, aby se přizpůsobily potřebám svých stád. Pastoralismus je stále aktuální, zejména v Africe.

### Zemědělství
Zemědělství je intenzivní údržba půdy pro následnou výrobu potravin. Od zahradnictví se liší odlišnými technikami, které jsou v zemědělství obvykle složitější a rozmanitější jako např. hnojení, zavlažování a sklizeň plodin z větších ploch. Zemědělství může také zahrnovat chov domestikovaných zvířat. Zvířata byla domestikována zhruba 11 000 př. n. l. v Mezopotámii.